# Solothurn S-18/100
El Solothurn S-18/100 va ser un fusell antitancs de 20 mm fabricat a Suïssa per la firma Waffenfabrik Solothurn. Aquest fusell i les seves variants S-18/1000 i S-18/1100, amb modificacions per a foc automàtic, va ser utilitzat durant la Segona Guerra Mundial. El S-18/1100 va ser ofert a alguns països (tals com Itàlia, Països Baixos i Suïssa) com un Universalwaffe ("arma universal") tant com a arma antitancs com antiaèria.

## Història i desenvolupament
La petita empresa suïssa de fabricació d'armes Waffenfabrik Solothurn AG va sorgir al mercat mundial a la fi de la dècada de 1920, quan va ser comprada per la companyia fabricant d'armament alemanya Rheinmetall Borsig AG, que estava severament limitada en les seves activitats militars en virtut de les clàusules del Tractat de Versalles. El Solothurn S-18/100 va ser el primer d'una línia de fusells antitancs de gran calibre, desenvolupats per Solothurn a principis de la dècada de 1930. Es tracta d'una arma de gran grandària, que podia ser portada per un únic soldat durant un curt període.
El primer model, denominat Schwere Tankbüchse modell 5 o ST5 (Fusell antitancs pesat model 5, en alemany), dissenyat per ser operat i carregat per una sola persona, era una arma amb recarrega accionada per gas amb el cilindre de gasos situat damunt del canó, el qual accionava un pistó forrellat que extreia el casquet buit, amb potents ressorts recuperadors que alimentaven a la recambra, deixant l'arma llesta per a un nou tret. Després seria el torn del Tankbüchse M36, versió millorada de l'anterior, que al seu torn passaria a ser el famós S-18/100 amb la qual el Heer iniciaria les seves operacions a la Segona Guerra Mundial en les brigades de cavalleria i assalt, en primer lloc en el front polonès, i després en successives demostracions sobre França i els Països Baixos. La versió S-18/100 comptava amb un canó més llarg i resistent, nou fre de boca, i una palanca d'armat modificada més ergonòmica.
EL Solothurn S-18/100 tenia una mira telescòpica de 4x20 augments, mantenint l'efectiu cartutx 20 x 105 B dissenyat per l'empresa Polte Werke de Magdeburg amb la col·laboració de l'enginyer Lubbe.
Es va oferir per a l'exportació, i un petit nombre de fusells antitancs S-18/100 van ser venuts a diversos països europeus, tals com Hongria o Finlàndia. Al març de 1940, amb fons ajuntats a Suïssa per ajudar a l'esforç bèl·lic finlandès en la Guerra d'Hivern, Finlàndia va comprar a Solothurn dotze fusells antitanque S-18/154, encara que el comprador era nominalment l'Exèrcit suís. Les armes van arribar a Finlàndia durant la primavera, quan la guerra havia acabat, però van ser utilitzades més tard en la Guerra de Continuació. No obstant això, les armes ràpidament van demostrar ser obsoletes contra els tancs soviètics.
Més tard els enginyers de Solothurn van decidir millorar el rendiment del canó i el van redissenyar per disparar la més potent munició 20 x 138 B, que també s'utilitzava en els canons antiaeris alemanys Rheinmetall FlaK 30 i FlaK 38. Aquesta versió va ser oferta als compradors com el fusell antitancs Solothurn S-18/1000; s'oferia una versió amb selector de tir del S-18/100 com a S-18/1100 "Universalwaffe" (arma universal) per al seu ús contra tancs amb bípode integral, disparant en manera semiautomàtica i com a canó antiaeri (tret en ràfegues) amb ajustament antiaeri especial. Aquesta versió també va trobar alguns compradors, incloent Itàlia, Països Baixos i Suïssa. Alguns fusells S-18/1100 també van ser utilitzats per l'exèrcit alemany durant la Segona Guerra Mundial com PzB-41 (s). En general, els fusells Solothurn semblaven formidables armes que podien fer front a una gran varietat de missions, mitjançant munició antiblindaje o d'alt poder explosiu, però el 1942 els seus coeficients de penetració de blindatge eren insuficients per bregar amb els T-34 soviètics. Aquests fusells també eren massa pesats (almenys, per a les normes de la infanteria de l'època), bastant cars i complicats de fabricar.

## Descripció
El S-18/100 era un fusell antitancs semiautomàtic bullpup, accionat pels gasos del tret. Degut a la seva gran i poderosa munició, tenia un marcat retrocés i la seva grandària el feia difícil de transportar. Era alimentat mitjançant un carregador extraïble recte de 5 o 10 bales, que s'inseria al costat esquerre de l'arma. Empleaba el cartutx 20 x 105 B, igual que el canó antiaeri S-18/350 desenvolupat a partir d'aquest. Una font finladesa indica que el fusell podia penetrar 20 mm de blindatge inclinat a 60º, a una distància de 100 m (probablement aconseguida amb el projectil APHE-T hongarès, que era l'únic tipus utilitzat a Finlàndia), reduint-se a 16 mm de blindatge a 500 m.
Una variant d'aquest model, el Solothurn-Arsenal, va ser fabricat sense llicència a Estònia entre 1937 i 1940. No obstant això, solament se'n van produir 10 unitats abans de l'ocupació soviètica.

## Usuaris
Els usuari més entusiastes d'aquest model van ser els italians, fent-lo servir en pràcticament tots els fronts en els quals va estar el Regio Esercito: Àfrica, Balcans i Rússia. Al Regio Esercito el denominaven Fucile anticarro di 20 mm modello S. També va ser muntat com a reforç en les tanquetes L3/33 i L3/35 i en vehicles de reconeixement com la Camionetta AS 42 Sahariana.
Finlàndia va comprar a la Solothurn un fusell antitancs per a proves a l'agost de 1939. Més tard, al març de 1940, en va comprar uns altres dotze de la subversió S-18/154 i van ser utilitzats durant la Guerra d'Hivern. Es van intentar comprar més unitats que no van arribar a temps; van ser usats a partir de 1941 durant la Guerra de Continuació fins a 1944.
Entre 1940-1941, l'Exèrcit nord-americà considera adoptar el S-18/1000 de Solothurn. L'arma va ser designada per a adquisició limitada com a Canó automàtic T3 de 20 mm. A la primavera de 1941, el S18 va ser provat contra el seu oponent, el Colt T4 de 23 mm (0.90 polzades). Encara que menys potent, el S-18/1000 era menys voluminós i complicat i se'l va trobar més adequat per al seu ús per l'exèrcit. Els plans van ser adquirir un lot de 50 fusells i posteriorment produir l'arma als Estats Units. No obstant això, les llargues negociacions del contracte van resultar en l'abandonament de la idea.